# Bnin (osada leśna w powiecie nakielskim)
Bnin – osada w Polsce, położona w województwie kujawsko-pomorskim, w powiecie nakielskim, w gminie Sadki.
W latach 1975–1998 miejscowość administracyjnie należała do województwa bydgoskiego.